# Roberto Diotaiuti
Roberto Diotaiuti (Napoli, 27 febbraio 1866 – Firenze, 31 gennaio 1919) è stato un generale italiano.

## Biografia
Nato a Napoli il 27 febbraio 1866 da Carmine, fu ammesso al Collegio Militare della Nunziatella quale allievo del corso 1878-81, ed ebbe come capocorso Armando Tallarigo. Ammesso alla Scuola di Fanteria e Cavalleria di Modena, fu nominato sottotenente nel 1884. 
Da tenente prestò servizio presso il 21° reggimento cavalleria. Fu promosso capitano il 19 maggio 1898 e trasferito nel 1905 alla 9^ brigata di cavalleria a Napoli con l'incarico di aiutante di campo. In questo incarico, visse nell'entourage del Duca d'Aosta, che aveva stabilito in quel periodo a Napoli la propria residenza. Pur non essendovi testimonianze dirette, è molto verosimile che sia venuto a contatto con l'intera famiglia, ivi compreso quell'Amedeo d'Aosta che dopo poco avrebbe anch'egli preso la via della Nunziatella.
Fu successivamente trasferito all’11º reggimento cavalleggeri Foggia. Maggiore nel dicembre 1909, fu destinato al 18º reggimento cavalleggeri Piacenza, con base a Caserta. Fu quindi in Libia, dove combatté la battaglia delle Due Palme il 12 Marzo 1912, venendovi decorato con la medaglia d'argento al valore.
Promosso tenente colonnello nel marzo 1913, fu destinato al 15º reggimento cavalleggeri Lodi. Promosso ancora colonnello nel 1915, ebbe il comando del reggimento cavalleggeri Udine, con il quale entrò in guerra avendo per lo più compiti di collegamento e di polizia. Lasciò il comando il 17 maggio 1916 in seguito alla promozione a maggior generale, assumendo 10 giorni dopo - cosa assolutamente inusitata per un ufficiale di cavalleria - l'incarico di primo comandante della neoformata brigata Campobasso. L'unità, assemblata tra Bologna e Modena, fu inquadrata nella 47^ divisione e spedita in addestramento in Veneto fino all'inizio di luglio. Fu quindi trasferita prima a Cividale e quindi a San Pietro al Natisone, per poi essere inviata nella zona del Sabotino dopo l'inizio della battaglia di Gorizia. La brigata fu poi inviata alla conquista di obiettivi tra il Monte Santo ed il San Gabriele, dove si comportò valorosamente, subendo tuttavia notevoli perdite.
Diotaiuti lascio il comando della Campobasso l'8 settembre 1916, per assumere venti giorni dopo quello della brigata Perugia, sul Monte Zebio, in sostituzione del ferito Amos del Mancino. Trasferita alla fine di febbraio nella zona di Cittadella, passò alle dipendenze del XX Corpo d'Armata. Il 17 maggio successivo fu inviata nella zona di Gorizia tra Visco e Jalmicco, alle dipendenze della 28^ divisione. La settimana dopo fu trasferita nella zona tra Ferlecchi ed Oppacchiasella, con i propri reggimenti divisi tra le dipendenze della 34^ e della 31^ divisione. Al termine di questo periodo, la brigata fu inviata prima tra Perteole e Saciletto, e quindi in linea tra Nogaredo e Viscone con la 21ª divisione, che il 30 luglio la schierò nella zona di Dosso Faiti. Dopo un periodo di riposo a Sagrado nel mese d'agosto, la brigata passò il 21 nei pressi di Boschini superiore. Il 6 settembre passò alle dipendenze della 16^ divisione e fu schierata sulla linea Lavariano-Tissano-Chiasellis.
In corrispondenza di un nuovo trasferimento, il 27 settembre 1917 Diotaiuti lasciò la Perugia, sostituito dal generale G. Menarini. Il 19 ottobre successivo assunse il comando dell’11ª divisione. Nelle decisive giornate della Battaglia del Solstizio, tra il 18 e il 19 giugno 1918, meritò sul fronte del Piave (Fagarè, Bocca di Callalta, Sant'Andrea di Barbarana) una seconda medaglia d'argento al valore .
Gravemente ferito, cedette il comando di divisione al generale Negri di Lamporo l'8 settembre 1918, passando in ausiliaria. fu ricoverato presso l'Ospedale militare di Firenze dove spirò dopo molti mesi di ricovero a 53 anni - la sua morte fu registrata come avvenuta per infortunio per fatto di guerra. Fu sepolto presso il cimitero di Settignano.

## Onorificenze
In due momenti critici della lotta, mentre le sorti delle sue truppe si dimostravano incerte, con la sua azione personale, energica e valorosa, riusciva a ristabilire la situazione, resistendo tenacemente agli insistenti attacchi del nemico.
Per aver guidato due squadroni in combattimento con molta arditezza ed intelligenza, dimostrando calma, coraggio e valore sotto il fuoco nemico. Due Palme, Libia.